# Teatro Universitario de San Marcos
El Teatro Universitario de San Marcos (TUSM) es la agrupación teatral universitaria de la Universidad Nacional Mayor de San Marcos de Lima, Perú.

## Historia
El TU San Marcos fue fundado el 4 de septiembre de 1946 en Lima, Perú por la Universidad Nacional Mayor de San Marcos, a petición de los alumnos del Centro Federado de la Facultad de Letras y Ciencias Humanas a Manuel Beltroy, Director de Extensión Universitaria de la casa de estudios, quien designa a Don Mario Rivera como director del proyecto. Esta es la primera iniciativa en el Perú para un programa universitario de teatro.
A través de los años, el TUSM ha participado en numerosos festivales y encuentros nacionales e internacionales en Latinoamérica, Dinamarca y Mónaco, entre otros países. Actualmente está bajo la dirección de Augusto Cáceres Álvarez.

## Estudios
En la Dirección de Teatro Universitario de San Marcos se enseña la especialidad de teatro, con clases teóricas y de actuación. Se brindan además algunos estudios y cursos complementarios como talleres prácticos de malabarismo, taichi, técnicas de clown, folclore, danza y expresión corporal, etc.

## Directores
El Teatro Universitario de San Marcos ha contado con reconocidos actores, directores, dramaturgos y pedagogos como directores de la dependencia.
| N.º | Director                  | Periodo              |
| --- | ------------------------- | -------------------- |
| 1   | Mario Rivera              | 1946                 |
| 2   | Humberto Napurí Jordán    | 1956                 |
| 3   | Guillermo Ugarte Chamorro | 1958 - 1988          |
| 4   | Eduardo Hopkins           | 1988 - 1992          |
| 5   | Hernando Cortés           | 1992 - 1997          |
| 6   | Walter Zambrano           | 1998 - 2001          |
| 7   | Ana Zavala                | 2002 - 2007          |
| 8   | Luis Ramírez              | 2007                 |
| 9   | Gabriela Velásquez        | 2007                 |
| 10  | Ernesto Ráez Mendiola     | 2008                 |
| 11  | Mario Delgado             | 2010                 |
| 12  | Augusto Cáceres Álvarez   | 2011 - 2023          |
| 13  | Cristina Lozano Cuba      | 2024- hasta la fecha |

## Montajes
| Año  | Obra                                | Autor                       | Director                  |
| 1946 | La Numancia                         | Miguel de Cervantes         | Mario Rivera              |
| 1946 | La tinaja                           |                             | Mario Rivera              |
| 1946 | El burlador de Sevilla              | Atribuida a Tirso de Molina | Mario Rivera              |
| 1946 | Asesinato en la catedral            | T. S. Eliot                 | Mario Rivera              |
| 1956 | Todos los hijos de Dios tienen alas | Eugene O'Neill              | Humberto Napurí Jordán    |
| 1958 |                                     |                             | Guillermo Ugarte Chamorro |
| 1982 | Entre ratas y gorriones             | Sergio Arrau                | Guillermo Ugarte Chamorro |
| 1983 | La de Cuatro Mil                    | Leonidas Yerovi             | Sergio Arrau              |
| 1983 | La multa                            | Sergio Arrau                | Sergio Arrau              |
| 1984 | El médico a palos                   | Moliere                     | Sergio Arrau              |
| 1985 | La madriguera                       | Aníbal Jairo                | Guillermo Ugarte Chamorro |
| 1992 | Bansi ha muerto                     |                             | Hernando Cortés           |
| 1992 | Voy a hablar de la esperanza        |                             | Hernando Cortés           |
| 1992 | El Teatro de la antigua farsa       |                             | Hernando Cortés           |
| 1992 | Con los pies de barro               |                             | Hernando Cortés           |
| 1992 | Fin de semana                       |                             | Hernando Cortés           |